# Мытник головчатый
Мытник головчатый (лат. Pedicularis capitata) — вид травянистых растений рода Мытник (Pedicularis) семейства Норичниковые (Scrophulariaceae).

## Ботаническое описание
Многолетнее растение. Корневище тонкое, шнуровидное, восходящее. Стебель прямой, рыхло курчаво волосистый, 5—15 см высотой. Листья прикорневые немногочисленные, до двух раз короче стебля, рыхло курчаво пушистые, черешчатые, с продолговато-ланцетной или продолговатой, немного более короткой, чем черешок, перисто рассеченной на продолговатые, перистолопастные, тупозубчатые сегменты пластинкой. Стеблевые листья обычно отсутствуют или реже в числе 1—2, более коротко черешчатые, несколько уменьшенные.
Цветы в немногоцветковом головчатом соцветии. Чашечка колокольчатая, курчаво волосистая, 10—12 мм длиной, с травянистыми, почти ломатчатыми, зубчатыми зубцами, в полтора-два раза более короткими, чем трубка. Венчик белый или желтоватый, часто с розовыми губой и шлемом или весь розовый, 20—35 мм длиной, с почти серповидно изогнутым, в два раза более длинным, чем прямая трубка, очень коротко и тупо носатым шлемом, с трехлопастной, длинно и широко ноготковой, при основании внутри волосистой губой, в полтора раза более короткой, чем шлем. Нити тычинок при основании опушенные. Коробочка косо продолговатая, 10—15 мм длиной. Цветёт в июле —августе, плодоносит в августе.

## Распространение
Встречается в арктической зоне Восточной Сибири и Дальнего Востока, Северной Америки. Растёт в тундре и на альпийских лугах. 

## Значение и применение
На Камчатке хорошо поедается северным оленем (Rangifer tarandus).